# Гальшлаг
Гальшлаг (нім. Hallschlag) — громада в Німеччині, розташована в землі Рейнланд-Пфальц. Входить до складу району Вульканайфель. Складова частина об'єднання громад Обере-Киль.
Площа — 12,74 км2. Населення становить 448 ос. (станом на 31 грудня 2020).

## Галерея

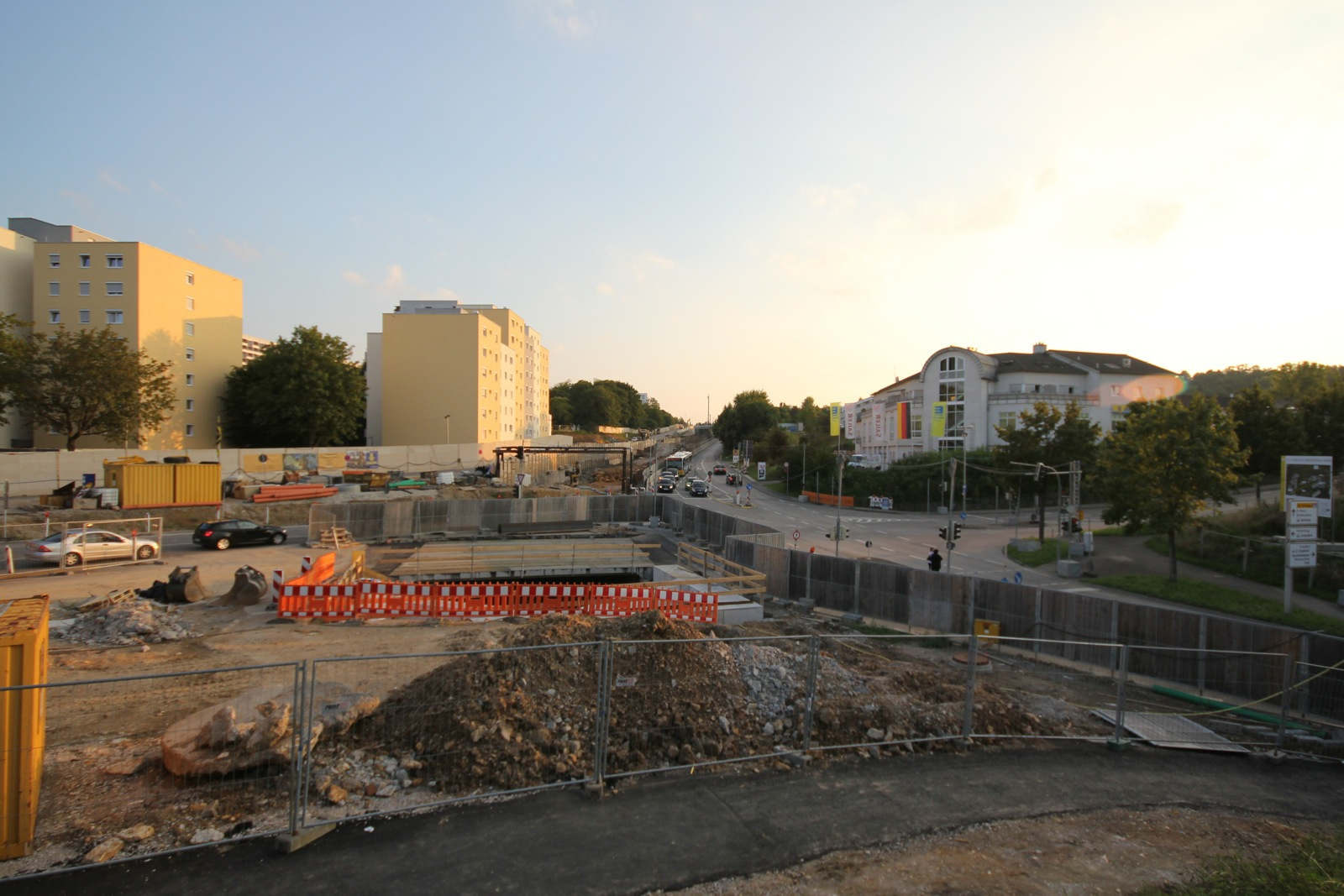